# Tadeusz Lewiński
Tadeusz Lewiński (ur. 23 czerwca 1927 w Sitniku, zm. we wrześniu 2014) – polski lekarz, onkolog-chirurg, prof. dr hab. nauk medycznych. Był jednym z pionierów polskiej torakochirurgii w zakresie diagnostyki i leczenia nowotworów płuca i klatki piersiowej.
W czasie wojny żołnierz AK. Dyplom lekarza uzyskał w 1952 r. Doktoryzował się w 1961 r. na podstawie pracy „Pierwotne nowotwory ściany klatki piersiowej i ich leczenie chirurgiczne” (promotor prof. Tadeusz Koszarowski).
W latach 1963–1964 pracował w Thoracic Surgical Registrar w Thoracic Unit, Park Hospital w Manchesterze.
W 1968 r. uzyskał habilitację na podstawie monografii „Uzupełnianie ubytków ściany klatki piersiowej powstałych po wycięciu nowotworu”. Tytuł naukowy profesora nauk medycznych otrzymał w 1992 r.